# Ферни (Британска Колумбија)
Ферни (енгл. Fernie) је град у Канади у покрајини Британска Колумбија. Према резултатима пописа 2011. у граду је живело 4.448 становника.

## Становништво
Према резултатима пописа становништва из 2011. у граду је живело 4.448 становника, што је за 5,5% више у односу на попис из 2006. када је регистровано 4.217 житеља.
| 2006. | 2011. |
| ----- | ----- |
| 4.217 | 4.448 |